# Magsaysay (Misamis Oriental)
Linugus, oficialmente Magsaysay, es un municipio filipino de cuarta categoría, situado en la parte sudeste de la isla de Mindanao. Forma parte de  la provincia de Misamis Oriental situada en la Región Administrativa de Mindanao del Norte en cebuano Amihanang Mindanaw, también denominada Región X. 
Para las elecciones está encuadrado en el Primer Distrito Electoral.

## Barrios
El municipio  de Magsaysay se divide, a los efectos administrativos, en 25 barangayes o barrios, conforme a la siguiente relación:
| - Abunda - Artadi - Bonifacio Aquiño - Cabalaguán (Cabalawan) - Cabantián | - Cabubuhán - Candiis - Consuelo - Damayuhán - Gumabón | - Kausguagán (Kauswagan) - Kibungsod - Mahayahay - Mindulao - Pag-asa | - Población - San Isidro - San Vicente - Santa Cruz - Tibón-tibón | - Cadena de Amor (Tulang) - Villa Felipa - Katipunán - Tama - Tinaán |

## Historia
La provincia de Misamis, creada en 1818, formaba parte de la Capitanía General de Filipinas (1520-1898). Estaba dividida en cuatro partidos. El Partido de Cagayán, con Cagayán, Iponán, Molugán, Hasaán y Salay.

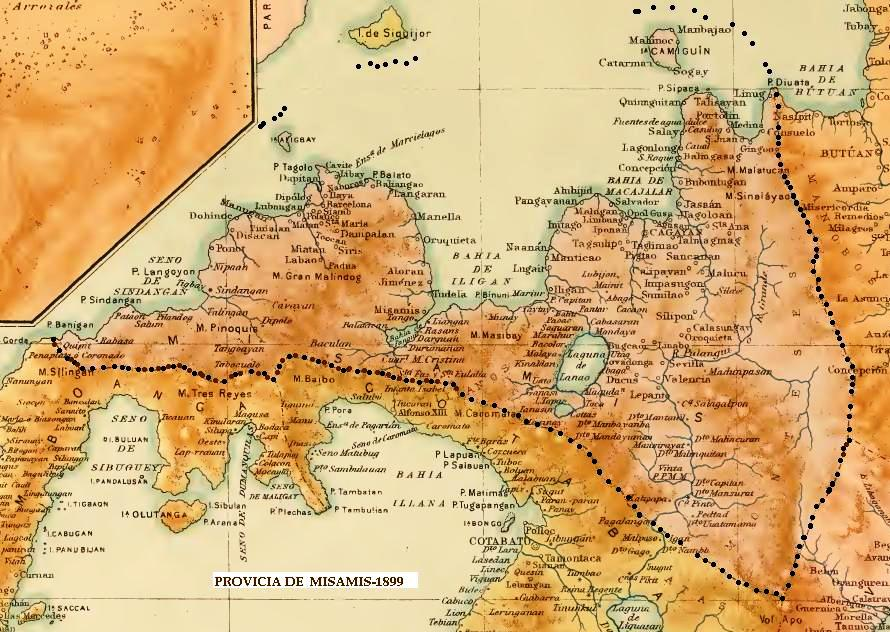
El Distrito 2º de Misamis en 1899.

A finales del siglo XIX la isla de Mindanao se hallaba dividida en siete distritos o provincias, uno de los cuales era el Distrito 2º de Misamis, su capital era la villa de Cagayán de Misamis y del mismo dependía la comandancia de Dapitan. Uno de sus pueblos era Giñgoog que entonces contaba con una población de 4.615 almas incluyendo sus visitas de Medina, Minlagas, Odiungan, Linugus, San Juan, Consuelo y Asturias; 
A principios del siglo XX, durante la ocupación estadounidense de Filipinas, Linugus era uno de los barrios de Giñgoog, uno de los 15 municipios que formaban la provincia de Misamis.
El 1 de julio de 1948 los barrios of Linugos y de  Artadi, así como los sitios de Kinaya, Consuelo, Tabangán, Tubotubo, Mincawayan, Candiis, Kipawa, Kabalawlawan, Manoligaw, Minpagang, Looc, Damayonan, San Isidro,  y Piligoson, todos pertenecientes al municipio de Giñgoog quedan organizadas en un municipio independiente bajo el nombre de Linugos, con la sede del gobierno en el barrio del mismo nombre.
El 20 de junio de 1957 el municipio de Linugus  cambia su nombre por el de Magsaysay.